# Primotrogon pumilio
Primotrogon pumilio — вымерший вид птиц рода Primotrogon семейства трогоновые. Данный вид был плодоядным и насекомоядным (на основе изучения видов семейства трогоновые). Этот вид обитал в эоцене.

## Классификация
Primotrogon pumilio — один из двух видов рода Primotrogon. Вторым видом данного рода является P. wintersteini.